# Daytime Shooting Star
Daytime Shooting Star (japanisch ひるなかの流星 Hirunaka no Ryūsei) ist ein japanischer Shojo-Manga, geschrieben und illustriert von Mika Yamamori. Er wurde im Magazin Margaret von 2011 bis 2014 veröffentlicht. Im Jahr 2014 fand eine Zusammenarbeit mit der Bekleidungslinie Earth, Music, & Ecology statt und 2017 wurde eine Realverfilmung mit demselben Titel veröffentlicht.

## Handlung
Suzume Yosanos (与謝野 すずめ) Eltern ziehen vom ländlichen Japan nach Bangladesch, da ihr Vater einen Job annimmt und dadurch dorthin versetzt wird, während sie selbst nach Tokio zieht, um bei ihrem Onkel Yukichi zu leben. Als sie sich auf dem Weg zum Haus ihres Onkels verläuft, hilft ihr ein merkwürdiger Mann. Am ersten Schultag entpuppt sich dieser als ihr Klassenlehrer Satsuki Shishio (獅子尾 五月), in den sie sich letztendlich verliebt. Da Suzumes Onkel und Shishio Satsuki miteinander bekannt sind, sehen sie sich im Laufe der Zeit ziemlich häufig. Als sie ihrem Klassenlehrer schließlich ihre Gefühle gesteht, weist dieser sie zurück. Niedergeschlagen und mit den Gedanken ständig bei ihm, gesteht sie ihm ihre Gefühle ein weiteres Mal. Dieses Mal akzeptiert Shishio ihre Liebe und sie treffen sich zu einem geheimen Date. Suzumes Klassenkamerad Daiki Mamura (馬村 大輝) weiß von der Beziehung und ist eifersüchtig. Er leidet an Gynophobie und wurde von Suzume damit erpresst, um ihren Freund zu spielen. Nachdem die beiden Freunde geworden sind, beginnt er sich mehr und mehr daran zu gewöhnen, in der Nähe von Mädchen zu sein und entwickelt Gefühle für Suzume.
Die Beziehung von Suzume zu ihrem Lehrer währt nur kurz, denn Shishio ist der Meinung, dass ihre Gefühle füreinander nicht Liebe sind und sie in ihrer Schüler-Lehrer-Beziehung nicht weiter als bisher gehen sollten. Da Suzume sich verletzt und zurückgewiesen fühlt, ist sie so niedergeschlagen, dass sie zurück aufs Land flüchtet. Daiki Mamura will sie beschützen und aufheitern. Im zweiten Jahr der Oberschule wird er dann sehr beliebt bei den Unterstufenschülerinnen, ganz zum Leid von Suzume. Suzumes Freunde haben die Idee, dass die beiden so tun sollten, als würden sie sich daten, damit die Mädchen aus der Unterstufe Mamura in Ruhe lassen. So gehen sie beide in das Aquarium, wo sie auch mit Shishio war. Am Anfang will Suzume nicht hingehen, versteht aber irgendwann, wieso Mamura sie dorthin mitnehmen möchte. Nach und nach bemerkt sie, wie sehr Mamura sich um sie kümmert, und sie erkennt, dass sie sich in ihn verliebt hat. Als sie am Ende zu seinem Haus rennt und ihm ihre Liebe gesteht, erwidert er ihre Gefühle. Von da an sind die beiden ein Paar.

## Veröffentlichungen

### Manga
Daytime Shooting Star wurde am 3. Mai 2011 angekündigt. Der Manga erschien im zweimonatlich erscheinenden Magazin Margaret vom 20. Mai 2011 bis November 2014. Die Kapitel wurden später in 12 gebundenen Ausgaben von Shūeisha herausgegeben.
Anlässlich des 50. Jahrestags von Margaret arbeitete Yamamori zusammen mit Momoko Koda, der Autorin von Heroine Shikkaku, an dem Crossover Comic Heroine Shooting Star. Heroine Shooting Star wurde in der Mini Margaret veröffentlicht, einem Heftchen, welches als Magazin-Extra in der Margaret-Ausgabe vom 20. Mai 2013 verbreitet wurde. 2014 arbeitete Yamamori zusammen mit Suu Morishita, dem Autor von Hibi Chōchō, um zwei Crossover Comics, Hibi Shooting Star und Daytime Chōchō, zu erstellen. Um die Realverfilmung zu bewerben, veröffentlichte Yamamori Daytime Shooting Star: Side Story Blue in der Margaret-Ausgabe vom 3. Februar 2017. Es folgte Daytime Shooting Star: Side Story Red in der Margaret-Ausgabe vom 28. März 2017.
Eine deutsche Übersetzung erschien komplett, jedoch ohne die Zusatzgeschichten, von April 2014 bis Februar 2016 bei Kazé. Übersetzt wurde der Manga von Ekaterina Mikulich. Bei Viz Media erscheint eine englische Fassung. Waneko veröffentlichte die Serie in Polen.

### Realverfilmung
Mitte September 2016 wurde eine Realverfilmung angekündigt. Der Film zeigt Mei Nagano als Suzume, Shohei Miura als Shishio und Alan Shirahama als Mamura. Regie führte Takehiko Shinjō und das Drehbuch schrieb Naoko Adachi. Der Film kam in Japan am 24. März 2017 in 272 Kinos und landete am Eröffnungswochenende auf Platz 5 der Kinocharts. Der Titelsong ist Hayaku Aitai von Dream Ami.
Neben der Veröffentlichung neuer Geschichten bewarben die Schauspielerinnen Nagano und Shirahama in ihren Rollen die Handtaschen der Marke Samantha Vega, der Schwester-Marke von Samantha Thavasa.

## Rezeption
Die Serie hatte bis 2016 1,93 Mio. Kopien im Druck und 500.000 digitale Kopien. Die deutsche Zeitschrift Animania beschreibt Daytime Shooting Star als „realitätsnahen Manga mit starkem Vorbildcharakter ohne große Dramen“, mit einer „äußerst liebenswerten Heldin, die lieber handelt als abwartet“ sowie „eifersüchtig-fiese Mitschülerinnen“. Die bereits zu Anfang starken Charaktere würden kontinuierlich weiterentwickelt und die Lehrer-Schülerin-Dynamik und das Liebesdreieck realistisch dargestellt. Der Stil sei „ein modernes Shojo-Artwork“ aus „zarten, leichten Linien, Schwarzflächen für Haare und Kleidung sowie geschmackvollen Rasterfolien“.